# VII Giochi dei piccoli stati d'Europa
I VII Giochi dei piccoli stati d'Europa si sono svolti in Islanda dal 2 al 7 giugno 1997.

## I Giochi

### Paesi partecipanti
- Andorra
- Cipro
- Islanda
- Liechtenstein
- Lussemburgo
- Malta
- Monaco
- San Marino

### Sport
I Giochi coinvolsero discipline sportive nei seguenti 10 sport:
- Atletica leggera
- Ciclismo
- Ginnastica
- Judo
- Nuoto
- Pallavolo
- Tennistavolo
- Tennis
- Tiro
- Squash

## Medagliere
| Posiz. | Nazione       | Oro | Argento | Bronzo | Totale |
| ------ | ------------- | --- | ------- | ------ | ------ |
| 1      | Islanda       | 33  | 32      | 32     | 97     |
| 2      | Cipro         | 30  | 25      | 14     | 69     |
| 3      | Monaco        | 7   | 6       | 14     | 27     |
| 4      | Malta         | 5   | 10      | 12     | 27     |
| 5      | San Marino    | 3   | 5       | 11     | 19     |
| 6      | Andorra       | 3   | 5       | 10     | 18     |
| 7      | Lussemburgo   | 4   | 3       | 9      | 16     |
| 8      | Liechtenstein | 2   | 3       | 3      | 8      |